# Analizator polowy

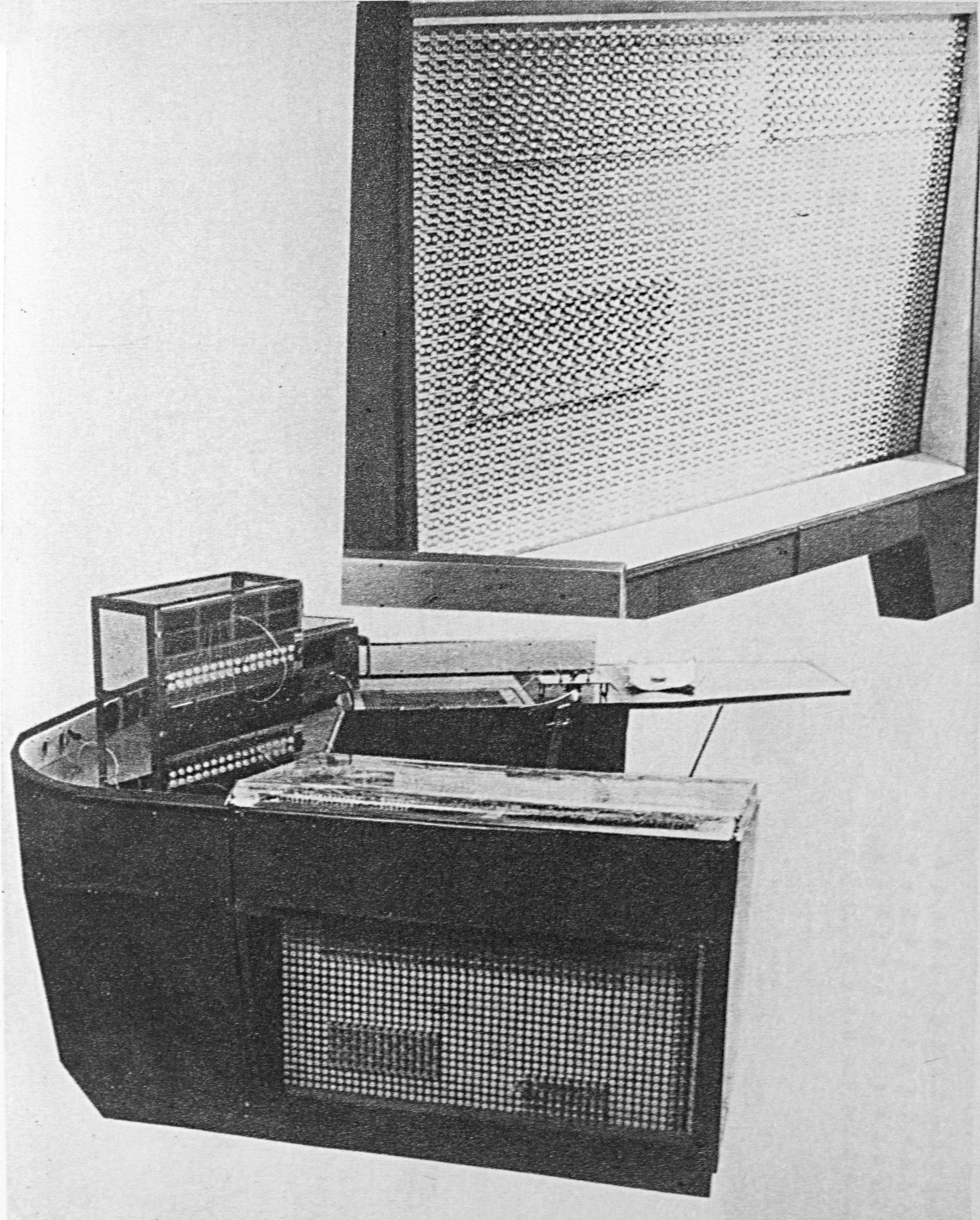
Analizator polowy AP-1200

Analizator polowy (analizator pola) to rodzaj komputera analogowego, który służył do rozwiązywania zagadnień opisywanych za pomocą cząstkowych równań różniczkowych typu eliptycznego i parabolicznego (procesy nieustalone były rozwiązywane metodą Liebmanna).
Obliczenia były równoważne rozwiązaniu układu, rzędu tysiąca, równań liniowych na komputerze cyfrowym. Rozwiązanie ich na komputerze cyfrowym było długotrwałe i kłopotliwe ze względu na małą pojemność pamięci operacyjnej.
Analizator ten służył do modelowania procesów w reaktorach atomowych, przepływu wód powierzchniowych oraz pól elektrycznych.